# Ben Collins
Ben Collins, angleški dirkač, * 13. februar 1975, Bristol, Anglija, Združeno kraljestvo.
Collins je od leta 1994 tekmoval v različnih kategorijah motošporta, od Formule 3 in Indy Lights do športnih dirkalnikov, GR in serijskih avtomobilov.
Leta 2000 je zasedel drugo mesto na Mastersu Formule 3. Na svoji prvi dirki za 24 ur Le Mansa leta 2001 je vozil štiri ure v dežju ponoči. Pa zmagi v prvenstvu evropskih serijskih dirkalnikov ASCAR 2003 je podpisal pogodbo z moštvom PDM Racing za nastopanje na nekaj dirkah v seriji Indy Racing League, toda do tega ni prišlo. Leta 2005 je nastopal v britanskem prvenstvu GT s Porschejem 996 GT3, s katerim je dosegel nekaj zmag ter napredoval v FIA GT Series, kjer je nekajkrat vodil na dirki in dosegel najboljši štartni položaj. 
Ob dirkanju je njegovo podjetje Collins Autosport ponujalo storitve natančne in kaskaderske vožnje, predvsem za BBC, v oddajah Top Gear, Top Gear Live, ter kot voznik avtomobila Jamesa Bonda  v filmih Quantum of Solace in Casino Royale ter Eve Moneypenny v filmu Skyfall. Kot prvi beli Stig v oddaji Top Gear je nastopal med letoma 2003 in 2010.
Avgusta 2010 je več britanskih časopisov poročalo o odkritju The Sunday Times, da naj bi Collins bil ena od skrivnih identitet Stiga, skrivnostnega in neznanega dirkača, ki se v oddaji Top Gear pojavi le oblečen v polno dirkaško obleko, na podlagi finančnih izpiskov podjetja Collins Autosport. 1. septembra 2010 je BBC neuspešno poskušal z nalogom sodišča preprečiti objavo Collinsove avtobiografije, ki jo je objavil HarperCollins. 1. oktobra 2010 se je Collins pridružil oddaji Fifth Gear kot voditelj.